# Aplicaciones de la Plataforma Universal de Windows

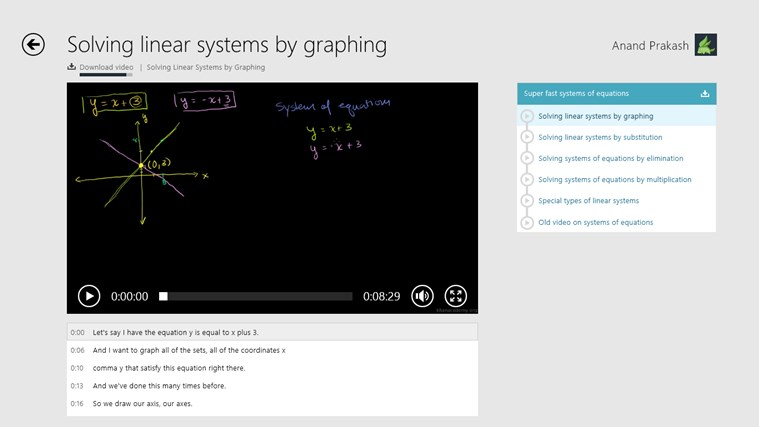
Khan Academy, un ejemplo de una aplicación universal de Windows

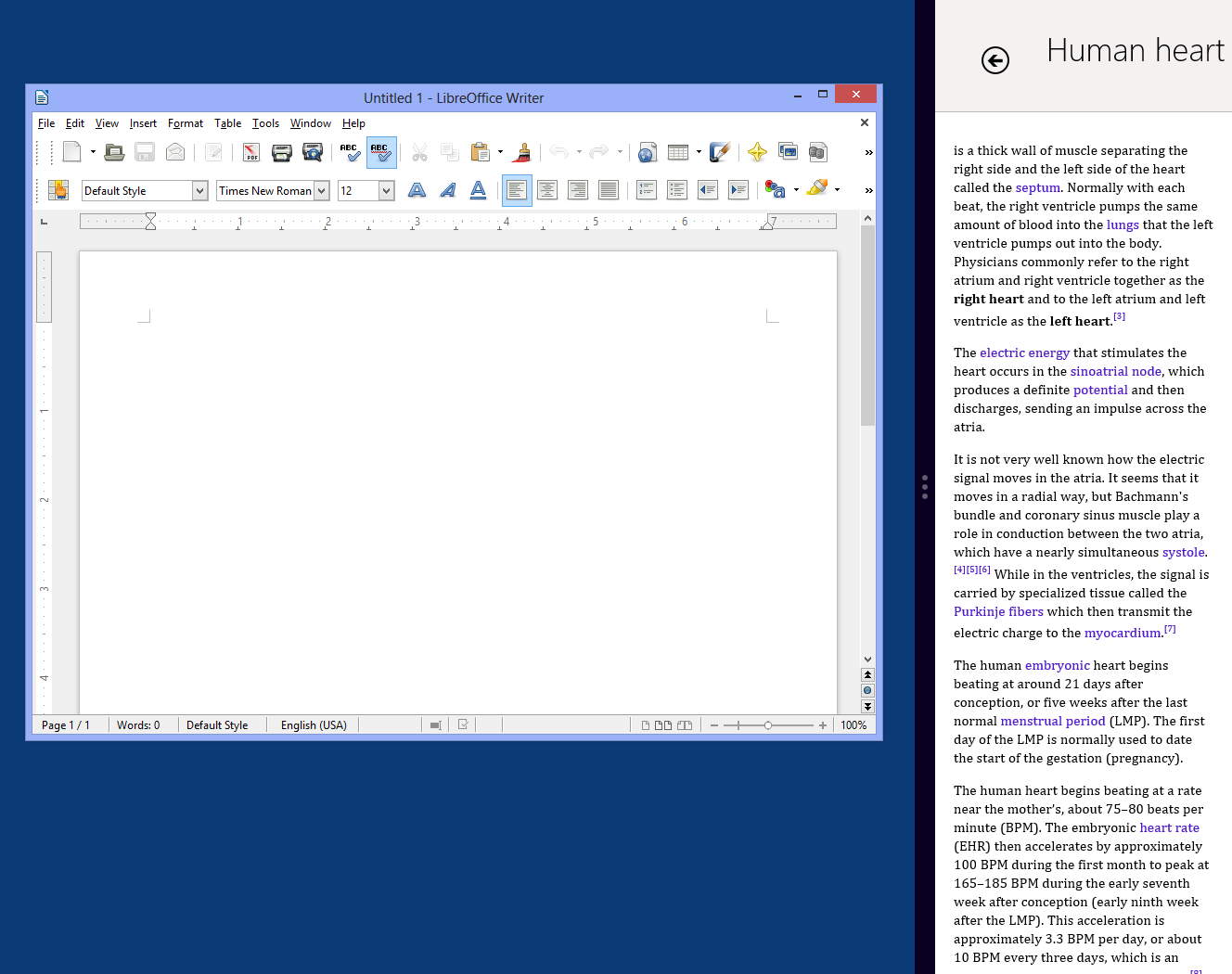
Izquierda: una aplicación de escritorio tradicional sin contenido; muestra 60 widgets gráficos y un borde grueso.
Derecha: aplicación estilo Metro; enteramente compuesto de contenidos

Las aplicaciones de la plataforma universal de Windows (Windows Universal Platform (UWP) apps, anteriormente llamados aplicaciones de la Windows Store y aplicaciones de estilo Metro) son las aplicaciones que se pueden utilizar en todos los dispositivos compatibles con Microsoft Windows, incluyendo ordenadores personales (PC), tabletas, teléfonos inteligentes, Xbox One, Microsoft HoloLens e Internet de las cosas. El software UWP se compra y descarga principalmente a través de Microsoft Store .

## Nomenclatura
A partir de Windows 10, Windows usó inicialmente la expresión "Aplicación de Windows" para referirse a una aplicación UWP. Las aplicaciones instaladas desde la Windows Store se llaman "Aplicaciones de confianza de la Windows Store" ("Trusted Windows Store app") y Aplicaciones de confianza de la Microsoft Store ("Trusted Microsoft Store apps", desde de la versión 1709). El resto de programas que se ejecutaban en el sistema operativo se denominaban "Aplicaciones de escritorio" ("desktop apps"). A partir de la May 2019 Update, Windows se refiere indiscriminadamente a todas ellas como "Aplicaciones".
Los términos "Plataforma universal de Windows" (o "UWP") y "Aplicación UWP" solo aparecen en la documentación de Microsoft para sus desarrolladores. Microsoft comenzó a usar retrospectivamente "Aplicación de Windows Runtime " para referirse a los precursores de la aplicación UWP, los cuáles no tenían aún nombre evidente.

## En Windows 8.x
El software de Windows estuvo disponible por primera vez con el nombre de "Aplicaciones de estilo Metro" ("Metro-style apps") cuando se inauguró la Windows Store en 2012 y se comercializó con Windows 8.

### Interfaz y diseño
En Windows 8.x, las aplicaciones estilo Metro no se ejecutan en una ventana. En su lugar, ocupan toda la pantalla o se ajustan a un lado, en cuyo caso ocupan toda la altura de la pantalla pero solo una parte de su ancho. No tienen barra de título, menú del sistema, bordes de ventana ni botones de control. Las interfaces de comando, como las barras de desplazamiento, generalmente están ocultas al principio. Los menús se encuentran en el "settings charm". Las aplicaciones de estilo Metro usan los controles de la interfaz de usuario de Windows 8.x y, por lo general, siguen las líneas guía de la interfaz de usuario de Windows 8.x, como el desplazamiento horizontal y la inclusión de una interfaz al lado vertical de la pantalla (edge-UIs), como la barra de aplicación.
En respuesta a las críticas de los clientes, en Windows 8.1, una barra de título está presente pero oculta a menos que los usuarios muevan el cursor del mouse a la parte superior de la pantalla. El botón del menú "hamburguer" en su barra de título da acceso a los charms.

### Distribución y licencias
Para la mayoría de los usuarios, el único punto de entrada de las aplicaciones estilo Metro es la Windows Store. Las empresas que operan una infraestructura del dominio de Windows pueden entrar en contrato con Microsoft que les permite realizar sideloading a sus aplicaciones del área de negocio estilo Metro, eludiendo a la Windows Store. Además, los principales proveedores de navegadores web, como Google y Mozilla Foundation, están exentos de forma selectiva de esta regla; se les permite eludir las pautas de Microsoft y la Windows Store y ejecutar una versión de estilo Metro de ellos mismos si el usuario elige hacer que su producto sea el navegador web predeterminado.
Las aplicaciones estilo Metro son las únicas aplicaciones de terceros que se ejecutan en Windows RT. Las aplicaciones tradicionales de terceros no se ejecutan en este sistema operativo.

### Múltiples copias
Antes de Windows 8, los programas de computadora se identificaban por sus íconos de computadora estáticos. La barra de tareas de Windows era responsable de representar todas las aplicaciones que tenían una ventana cuando se ejecutaban. Las aplicaciones de estilo Metro, sin embargo, se identifican por sus "mosaicos" que pueden mostrar su ícono y también otros contenidos dinámicos. Además, en Windows 8 y Windows 8.1 RTM, no se muestran en la barra de tareas de Windows cuando se ejecutan, sino en un selector de aplicaciones dedicado en el lado izquierdo de la pantalla. La actualización de Windows 8.1 agregó íconos de la barra de tareas para aplicaciones de estilo Metro.
No hay un límite establecido sobre cuántas copias de aplicaciones de escritorio se pueden ejecutar simultáneamente. Por ejemplo, un usuario puede ejecutar tantas copias de programas como Notepad, Paint o Firefox como admitan los recursos del sistema. (Algunas aplicaciones de escritorio, como Windows Media Player, están diseñadas para permitir una única instancia, pero el sistema operativo no lo impone. ) Sin embargo, en Windows 8, solo se puede ejecutar una copia de las aplicaciones de estilo Metro en un momento dado; invocar la aplicación trae la instancia en ejecución al frente. La verdadera instancia múltiple de estas aplicaciones no estuvo disponible hasta la versión 1803 de Windows 10 (lanzada en mayo de 2018). 

## En Windows 10
Windows 10 trae cambios significativos en el aspecto y el funcionamiento de las aplicaciones para UWP.

### Interfaz y diseño
El aspecto de las aplicaciones para UWP depende de la propia aplicación. Las aplicaciones para UWP creadas específicamente para Windows 10 suelen tener una apariencia distinta, ya que usan nuevos controles de interfaz de usuario que se ven diferentes a los de las versiones anteriores de Windows. La excepción a esto son las aplicaciones que usan una interfaz de usuario personalizada, que es especialmente el caso de los videojuegos. Las aplicaciones diseñadas para Windows 8.x se ven significativamente diferentes de las diseñadas para Windows 10.
Las aplicaciones para UWP también pueden verse casi idénticas a las aplicaciones de escritorio tradicionales, utilizando los mismos controles de interfaz de usuario heredados de las versiones de Windows que se remontan a Windows 95. Estas son aplicaciones de escritorio heredadas que se convierten en aplicaciones para UWP y se distribuyen con el formato de archivo APPX.

### Multitarea
En Windows 10, la mayoría de las aplicaciones UWP, incluso las diseñadas para Windows 8.x, se ejecutan en ventanas flotantes y los usuarios usan la barra de tareas de Windows y la vista de tareas para alternar entre aplicaciones UWP y aplicaciones de escritorio. Windows 10 también introdujo "Continuum" o "Modo tableta". Este modo está deshabilitado de forma predeterminada en las computadoras de escritorio y habilitado en las tabletas, pero los usuarios de escritorio pueden activarlo o desactivarlo manualmente. Cuando el Modo tableta está desactivado, las aplicaciones pueden tener ventanas de tamaño variable y barras de título visibles. Cuando el Modo tableta está habilitado, las aplicaciones redimensionables usan un sistema de ventanas similar al de las aplicaciones de estilo Metro en Windows 8.x, en el sentido de que se ven obligadas a ocupar toda la pantalla o se ajustan a un lado.
Las aplicaciones UWP en Windows 10 se pueden abrir en varias ventanas. Microsoft Edge, Calculadora y Fotos son ejemplos de aplicaciones que permiten esto. La versión de Windows 10 1803 (lanzado en mayo de 2018) agregó la capacidad de iniciar múltiples instancias, de modo que se pueden ejecutar varias copias independientes de una aplicación UWP.

### Licencias y distribución
UWP aplicaciones se pueden descargar desde la tienda de Windows o mediante sideloading desde otro dispositivo. Los requisitos de instalación local se redujeron significativamente de Windows 8.x a 10, pero la aplicación aún debe estar firmada por un certificado digital confiable que se enlace a un certificado raíz.

## Ciclo de vida
Las aplicaciones de estilo Metro se suspenden cuando se cierran; las aplicaciones suspendidas se terminan automáticamente según sea necesario por un administrador de aplicaciones de Windows. Los mosaicos dinámicos, los componentes de fondo y los contratos (interfaces para interactuar con otras aplicaciones) pueden requerir que una aplicación se active antes de que un usuario la inicie.
Por seis años[cita requerida], no se admitía la invocación de una aplicación arbitraria de estilo Metro o una aplicación UWP desde la línea de comandos; esta función se introdujo por primera vez en la compilación Insider 16226 de Windows 10, que se lanzó el 21 de junio de 2017.

## Desarrollo

### Tiempo de ejecución de Windows
Tradicionalmente, el software de Windows se desarrolla utilizando la API de Windows . El software tiene acceso a la API de Windows sin restricciones arbitrarias. Los desarrolladores eran libres de elegir su propio lenguaje de programación y herramientas de desarrollo . Las aplicaciones de estilo Metro solo se pueden desarrollar con Windows Runtime (WinRT). (Tenga en cuenta que no todas las aplicaciones que usan WinRT son una aplicación de estilo Metro.) Un subconjunto limitado de WinRT está disponible también para aplicaciones de escritorio convencionales. Llamar a una API prohibida descalifica la aplicación para que no aparezca en la Windows Store.
Las aplicaciones de estilo Metro solo se pueden desarrollar con las herramientas de desarrollo propias de Microsoft. Según Allen Bauer, científico jefe de Embarcadero Technologies, hay API a las que todos los programas informáticos deben llamar, pero Microsoft las ha prohibido, excepto cuando la llamada proviene del propio tiempo de ejecución de Visual C++ de Microsoft.

### Aplicaciones universales
Las aplicaciones desarrolladas para funcionar intrínsecamente en teléfonos inteligentes, computadoras personales, consolas de videojuegos y HoloLens se denominan aplicaciones universales . Esto se logra mediante el uso de la API de aplicación universal, que se introdujo por primera vez en Windows 8.1 y Windows Phone 8.1. Se podría usar Visual Studio 2013 con la actualización 2 para desarrollar estas aplicaciones. Windows 10 presentó Universal Windows Platform (UWP) 10 para desarrollar aplicaciones universales. Las aplicaciones que aprovechan esta plataforma se desarrollan con Visual Studio 2015 o posterior. Las aplicaciones antiguas de estilo Metro para Windows 8.1, Windows Phone 8.1 o para ambos (universal 8.1) necesitan modificaciones para migrar a esta plataforma.
UWP no es distinto de Windows Runtime; más bien, es una extensión de ella. Las aplicaciones universales ya no indican que se escribieron para un sistema operativo específico en su manifiesto; en su lugar, se dirigen a una o más familias de dispositivos, por ejemplo, escritorio, móvil, Xbox o Internet de las cosas (IoT). Actúan según a las capacidades que están disponibles para el dispositivo. Una aplicación universal puede ejecutarse tanto en un teléfono móvil pequeño como en una tableta y brindar una experiencia adecuada. La aplicación universal que se ejecuta en el teléfono móvil puede comenzar a comportarse como lo haría en una tableta cuando el teléfono está conectado a un monitor o a una estación de acoplamiento adecuada.

### APPX
APPX es el formato de archivo que se usa para distribuir e instalar aplicaciones en Windows 8.x y 10, Windows Phone 8.1, Windows 10 Mobile, Xbox One, Hololens y Windows 10 IoT Core. A diferencia de las aplicaciones de escritorio heredadas, APPX es el único sistema de instalación permitido para las aplicaciones para UWP. Reemplaza el formato de archivo XAP en Windows Phone 8.1, en un intento de unificar la distribución de aplicaciones para Windows Phone y Windows 8. Los archivos APPX solo son compatibles con Windows Phone 8.1 y versiones posteriores, y con Windows 8 y versiones posteriores. 
El Marketplace de Windows Phone 8.x permite a los usuarios descargar archivos APPX a una tarjeta SD e instalarlos manualmente. Por el contrario, el sideloading está prohibido en Windows 8.x, a menos que el usuario tenga una licencia de desarrollador o esté en un dominio empresarial. 

## Seguridad
El software tradicional de Windows tiene el poder de usar y cambiar su ecosistema como quieran. Los derechos de cuenta de usuario de Windows, el control de cuentas de usuario y el software antivirus intentan mantener esta capacidad bajo control y notifican al usuario cuando la aplicación intenta usarla, posiblemente con fines maliciosos. Las aplicaciones de estilo Metro, sin embargo, están en un espacio aislado y no pueden cambiar permanentemente un ecosistema de Windows. Necesitan permiso para acceder a los dispositivos de hardware, como la cámara web y el micrófono, y su acceso al sistema de archivos está restringido a las carpetas de los usuarios, como Documentos. Microsoft modera aún más estos programas y puede eliminarlos de la Windows Store si se descubre que tienen problemas de seguridad o privacidad.